# BL Lacertae

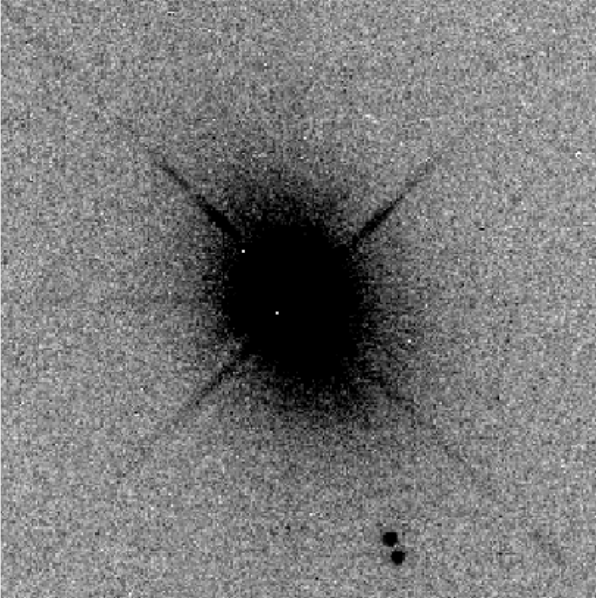
BL Lacertae

BL Lacertae (kurz BL Lac) ist der Prototyp der BL-Lacertae-Objekte, einer Klasse von veränderlichen aktiven Galaxienkernen, die heute als Blazare bezeichnet wird. Die Position am Himmel im Sternbild Eidechse (lat. Lacerta) liegt bei Rektaszension 22h 02 m 43s,3 und Deklination +42° 16′ 40″ (J2000.0).
BL Lacertae wurde 1929 von Cuno Hoffmeister wegen seiner veränderlichen Helligkeit und seines sternartigen Aussehens als veränderlicher Stern klassifiziert und später wie üblich mit einem Buchstabencode und dem Namen des Sternbilds benannt.
1968 wurde dieses Objekt von J. L. Schmitt mit einer Radioquelle identifiziert und ein schwaches nebelartiges umgebendes Objekt festgestellt. In einem 1973 aufgenommenen Spektrum dieses umgebenden Objekts konnten Oke und Gunn Absorptionslinien feststellen, die es als Galaxie bei einer Rotverschiebung z=0,07 und somit einer Entfernung von etwa 900 Millionen Lichtjahren identifizierten. BL Lacertae ist also kein Stern, sondern ein aktiver galaktischer Kern.
Bei BL Lacertae-Objekten erscheint der Kern durch einen auf uns gerichteten Materiestrahl (Jet) besonders hell und überstrahlt die umgebende Galaxie so stark, dass sie auch mit heutigen Methoden nur schwer oder gar nicht zu untersuchen ist.
Die Helligkeit von BL Lacertae schwankt zwischen etwa 14. und 17. Magnitude in ruhigen Phasen, während bei den sporadisch auftretenden Ausbrüchen (2013, 2015, 2018 und im August 2020) innerhalb von Stunden bis Tagen zuletzt die 12. Magnitude erreicht wurde. Die Aktivitätsphasen sind auch mit Gammateleskopen nachweisbar. 